# Krstilnica v Pisi
Krstilnica sv. Janeza Krstnika (italijansko: Battistero di San Giovanni) je rimskokatoliška cerkvena stavba v Pisi v Italiji. Gradnja se je začela leta 1152, da bi nadomestila starejšo krstilnico in ko je bila leta 1363 dokončana, je postala v kronološkem vrstnem redu druga zgradba na trgu Piazza dei Miracoli, blizu stolnice in samostoječega zvonika, znamenitega Poševnega stolpa v Pisi. Krstilnico je izvorno zasnoval Diotisalvi, čigar ime je mogoče prebrati na dveh stebrih znotraj stavbe z datumom 1153.
Je največja krstilnica v Italiji in tudi na svetu: njen obseg meri 107,24 m, medtem ko je širina zidu na dnu 2,63 m, pri višini 54 metrov pa 86 centimetrov.

## Zgodovina
Stavba se je začela graditi sredi 12. stoletja: «1153 mense Augusti fundata fuit haec ...» ali «V mesecu avgustu 1153 je bila ustanovljena ...» (1153 v pisanskem koledarju ustreza 1152). Nadomešča prejšnjo, manjšo krstilnico, ki se je nahajala severovzhodno od stolnice, kjer je zdaj Camposanto. Zgradil jo je v romanskem slogu arhitekt, ki se je v stebru znotraj stavbe podpisal kot »Diotisalvi magister ...«. Kasneje sta bila vodji gradnje tudi Nicola in Giovanni Pisano, pa tudi Cellino di Nese.
V 19. stoletju, hkrati s prenovo, ki je prizadela celotni trg Piazzo del Duomo in okoliške spomenike, je bila krstilnica korenito obnovljena s strani arhitekta Alessandra Gherardesce z intervencijami, ki so privedle do rekonstrukcije nekaterih portalov in velikega dela okrasnih elementov. Kljub obsodbam nekaterih intelektualcev in uglednih osebnosti takratne pisanske kulture, kot je Carlo Lasinio, so dela, ki jih je vodil mojster gradbenik Giovanni Storni, privedla do odstranitve številnih skulptur Nicole in Giovannija Pisana. Kipe, postavljene na vrhu prvega nadstropja in znotraj zatrepov, so nadomestili z deli, ki niso posnemala srednjeveškega okusa, medtem ko so bile prvotne skulpture skoraj vse izgubljene, razen tistih, ki so zdaj razstavljene v Museo dell'Opera del Duomo.
Poseg bi se moral razširiti tudi na notranjost, z ustvarjanjem fresk v osrednjem bazenu, vendar projekt ni bil uresničen in je bil v bistvu omejen na odstranjevanje ne-srednjeveške opreme in namestitev novih oken.

## Opis
Največja krstilnica v Italiji je visoka 54,86 m, s premerom 34,13 m. Je primer prehoda iz romanskega v gotski slog: spodnji del je v romanskem slogu, z zaobljenimi loki, zgornji odseki pa v gotskem slogu, s koničastimi loki. Baptisterij je zgrajen iz marmorja, kot je to običajno v italijanski arhitekturi.
Portal, obrnjen proti fasadi stolnice, obdajata dva klasična stebra, medtem ko so notranji podstavki izvedeni v bizantinskem slogu. Preklada je razdeljena na dva nivoja. Spodnja prikazuje več epizod iz življenja sv. Janeza Krstnika, zgornja pa Kristusa med Madono in sv. Janezom Krstnikom ob strani angelov in evangelistov.
Notranjost je izjemna in nima dekoracije. Osmerokotni bazen v središču je iz leta 1246, izdelal ga je Guido Bigarelli da Como. Bronasta skulptura sv. Janeza Krstnika na sredini bazena je delo Itala Grisellija.
Prižnico je med letoma 1255–1260 oblikoval Nicola Pisano, oče Giovannija, umetnika, ki je izdelal prižnico v stolnici. Prizori na prižnici in zlasti klasična oblika golega Herkula kažejo lastnosti Nicole Pisano kot najpomembnejše predhodnice italijanske renesančne skulpture z obnovitvijo antičnih predstav: raziskave italijanske renesanse se pogosto začnejo z letom 1260, letom, ko je Nicola Pisano izdelal to prižnico.
Baptisterij, zgrajen na istem nestabilnem pesku kot stolp in stolnica, se nagiba 0,6 stopinje proti stolnici. Prvotno je bila oblika krstilnice po projektu Diotisalvija drugačna. Mogoče je bila podobna cerkvi svetega groba v Pisi s piramidalno streho. Po smrti arhitekta je Nicola Pisano nadaljeval delo in slog spremenil v sodobnejši gotski. Dodana je bila tudi zunanja streha, ki je dala obliko kupole. Kot stranski učinek obeh streh, piramidalne notranje in kupolaste zunanje, je notranjost zvočno popolna, zaradi česar je ta prostor resonančna komora.
Zunanjost kupole je na vzhodni strani (obrnjena proti stolnici) prekrita s svinčenimi ploščami, na zahodni strani (proti morju) pa z rdečimi ploščicami, ki dajejo na pol siv in pol rdeč videz z južne strani.
- Krstilnica v Pisi
- Pogled s severovzhoda na dve barvi kupole
- Stebri krstilnice
- Kupola
- Krstilnik
- Notranjost krstilnice
- Demonstracija zvočne resonance in odmeva